# Les Princes vagabonds
Les Princes vagabonds (titre original : Gentlemen of the Road) est un roman historique de l'écrivain américain Michael Chabon publié en 2007 et traduit en français en 2010. Ce roman est paru initialement sous forme de quinze épisodes, publiés dans The New York Times Magazine du 28 janvier 2007 au 6 mai 2007.

## Résumé
L'intrigue se situe vers 950 chez les Khazars.

## Éditions
- Gentlemen of the Road, Del Rey Books, 30 octobre 2007, 208 p.  (ISBN 978-0-345-50174-5)
- Les Princes vagabonds, Robert Laffont, coll. « Pavillons », 6 mai 2010, trad. Isabelle D. Philippe, 203 p.  (ISBN 978-2-221-11111-6)
- Les Princes vagabonds, 10/18, coll. « Domaine étranger » no 4570, 5 juillet 2012, trad. Isabelle D. Philippe, 203 p.  (ISBN 978-2-264-05425-8)